# Voleibol de praia nos Jogos Europeus de 2015 - Feminino
O torneio feminino do voleibol de praia foi um dos eventos do voleibol de praia nos Jogos Europeus de 2015, em Baku, no Azerbaijão. Foi disputada na Arena da Praia entre os dias 16 a 20 de junho.

## Calendário
Horário de verão do Azerbaijão (UTC+5).
| Data        | Horário | Fase             |
| ----------- | ------- | ---------------- |
| 16 de junho | 10:00   | Primeira fase    |
| 18 de junho | 12:00   | Segunda fase     |
| 18 de junho | 19:00   | Oitavas de final |
| 19 de junho | 17:00   | Quartas de final |
| 20 de junho | 12:00   | Semifinal        |
| 20 de junho | 21:00   | Final            |

## Medalhistas
| Ouro   | SUI Nicole Eiholzer e Nina Betschart             |
| Prata  | AUT Katharina Schützenhöfer e Lena Plesiutschnig |
| Bronze | LTU Ieva Dumbauskaitė e Monika Povilaitytė       |

## Primeira fase
Horário de verão do Azerbaijão (UTC+5).
Os resultados da primeira fase foram os seguintes.

### Grupo A
|  | Classificados para as oitavas de final |
|  | Classificados para a segunda fase      |

|     |                                   |     | Jogos | Jogos | Jogos | Sets | Sets | Sets  | Pontos | Pontos | Pontos |
| Pos | Equipe                            | Pts | T     | V     | D     | V    | P    | R     | V      | P      | R      |
| --- | --------------------------------- | --- | ----- | ----- | ----- | ---- | ---- | ----- | ------ | ------ | ------ |
| 1   | LTU Dumbauskaitė – Povilaitytė    | 6   | 3     | 3     | 0     | 6    | 2    | 3.000 | 158    | 132    | 1.197  |
| 2   | AUT Schützenhöfer – Plesiutschnig | 5   | 3     | 2     | 1     | 5    | 2    | 2.500 | 135    | 118    | 1.144  |
| 3   | AZE Cunha – Liubymova             | 4   | 3     | 1     | 2     | 3    | 4    | 0.750 | 131    | 132    | 0.992  |
| 4   | DEN Bang – Olsen                  | 3   | 3     | 0     | 3     | 0    | 6    | 0.000 | 84     | 126    | 0.667  |

| Data   | Hora  |                                   | Placar |                                   | Set 1 | Set 2 | Set 3 | Set 4 | Set 5 | Total | Relatório |
| ------ | ----- | --------------------------------- | ------ | --------------------------------- | ----- | ----- | ----- | ----- | ----- | ----- | --------- |
| 16 Jun | 13:00 | AZE Cunha – Liubymova             | 2–0    | DEN Bang – Olsen                  | 21–14 | 21–17 |       |       |       | 42–31 | Súmula    |
| 16 Jun | 13:00 | LTU Dumbauskaitė – Povilaitytė    | 2–1    | AUT Schützenhöfer – Plesiutschnig | 21–14 | 18–21 | 18–16 |       |       | 57–51 | Súmula    |
| 16 Jun | 20:00 | LTU Dumbauskaitė – Povilaitytė    | 2–0    | DEN Bang – Olsen                  | 21–9  | 21–17 |       |       |       | 42–26 | Súmula    |
| 16 Jun | 22:00 | AZE Cunha – Liubymova             | 0–2    | AUT Schützenhöfer – Plesiutschnig | 19–21 | 15–21 |       |       |       | 34–42 | Súmula    |
| 17 Jun | 22:00 | AZE Cunha – Liubymova             | 1–2    | LTU Dumbauskaitė – Povilaitytė    | 17–21 | 23–21 | 15–17 |       |       | 55–59 | Súmula    |
| 17 Jun | 22:00 | AUT Schützenhöfer – Plesiutschnig | 2–0    | DEN Bang – Olsen                  | 21–9  | 21–18 |       |       |       | 42–27 | Súmula    |

### Grupo B
|     |                              |     | Jogos | Jogos | Jogos | Sets | Sets | Sets  | Pontos | Pontos | Pontos |
| Pos | Equipe                       | Pts | T     | V     | D     | V    | P    | R     | V      | P      | R      |
| --- | ---------------------------- | --- | ----- | ----- | ----- | ---- | ---- | ----- | ------ | ------ | ------ |
| 1   | ITA Giombini – Toti          | 6   | 3     | 3     | 0     | 6    | 2    | 3.000 | 149    | 118    | 1.263  |
| 2   | LAT Ozoliņa – Graudiņa       | 4   | 3     | 1     | 2     | 4    | 5    | 0.800 | 156    | 152    | 1.026  |
| 3   | CZE Žolnerčíková – Jakubšová | 4   | 3     | 1     | 2     | 3    | 5    | 0.600 | 140    | 151    | 0.927  |
| 4   | AUT Teufl – Zass             | 4   | 3     | 1     | 2     | 3    | 4    | 0.750 | 116    | 140    | 0.829  |

| Data   | Hora  |                              | Placar |                        | Set 1 | Set 2 | Set 3 | Set 4 | Set 5 | Total | Relatório |
| ------ | ----- | ---------------------------- | ------ | ---------------------- | ----- | ----- | ----- | ----- | ----- | ----- | --------- |
| 16 Jun | 10:00 | CZE Žolnerčíková – Jakubšová | 2–1    | LAT Ozoliņa – Graudiņa | 17–21 | 21–18 | 15–9  |       |       | 53–48 | Súmula    |
| 16 Jun | 10:00 | ITA Giombini – Toti          | 2–0    | AUT Teufl – Zass       | 21–11 | 21–10 |       |       |       | 42–21 | Súmula    |
| 16 Jun | 17:00 | CZE Žolnerčíková – Jakubšová | 0–2    | AUT Teufl – Zass       | 24–26 | 17–21 |       |       |       | 41–47 | Súmula    |
| 16 Jun | 17:00 | ITA Giombini – Toti          | 2–1    | LAT Ozoliņa – Graudiņa | 21–17 | 15–21 | 15–13 |       |       | 51–51 | Súmula    |
| 17 Jun | 17:00 | CZE Žolnerčíková – Jakubšová | 1–2    | ITA Giombini – Toti    | 22–20 | 14–21 | 10–15 |       |       | 46–56 | Súmula    |
| 17 Jun | 17:00 | AUT Teufl – Zass             | 1–2    | LAT Ozoliņa – Graudiņa | 16–21 | 23–21 | 9–15  |       |       | 48–57 | Súmula    |

### Grupo C
|     |                          |     | Jogos | Jogos | Jogos | Sets | Sets | Sets  | Pontos | Pontos | Pontos |
| Pos | Equipe                   | Pts | T     | V     | D     | V    | P    | R     | V      | P      | R      |
| --- | ------------------------ | --- | ----- | ----- | ----- | ---- | ---- | ----- | ------ | ------ | ------ |
| 1   | ESP Soria – Lobato       | 4   | 2     | 2     | 0     | 4    | 0    | MAX   | 84     | 61     | 1.377  |
| 2   | BLR Babenka – Mileuskaya | 3   | 2     | 1     | 1     | 2    | 2    | 1.000 | 80     | 79     | 1.013  |
| 3   | NOR Kongshavn – Kjølberg | 3   | 2     | 0     | 2     | 0    | 4    | 0.000 | 64     | 88     | 0.727  |

| Data   | Hora  |                          | Placar |                          | Set 1 | Set 2 | Set 3 | Set 4 | Set 5 | Total | Relatório |
| ------ | ----- | ------------------------ | ------ | ------------------------ | ----- | ----- | ----- | ----- | ----- | ----- | --------- |
| 16 Jun | 10:00 | ESP Soria – Lobato       | 2–0    | BLR Babenka – Mileuskaya | 21–19 | 21–15 |       |       |       | 42–34 | Súmula    |
| 16 Jun | 17:00 | ESP Soria – Lobato       | 2–0    | NOR Kongshavn – Kjølberg | 21–13 | 21–14 |       |       |       | 42–27 | Súmula    |
| 17 Jun | 17:00 | NOR Kongshavn – Kjølberg | 0–2    | BLR Babenka – Mileuskaya | 14–21 | 23–25 |       |       |       | 37–46 | Súmula    |

### Grupo D
|     |                                |     | Jogos | Jogos | Jogos | Sets | Sets | Sets  | Pontos | Pontos | Pontos |
| Pos | Equipe                         | Pts | T     | V     | D     | V    | P    | R     | V      | P      | R      |
| --- | ------------------------------ | --- | ----- | ----- | ----- | ---- | ---- | ----- | ------ | ------ | ------ |
| 1   | NED Van Gestel – Van der Vlist | 6   | 3     | 3     | 0     | 6    | 1    | 6.000 | 139    | 92     | 1.511  |
| 2   | FIN Er. Nyström – Em. Nyström  | 5   | 3     | 2     | 1     | 4    | 2    | 2.000 | 110    | 96     | 1.146  |
| 3   | GRE Karagkouni – Metheniti     | 4   | 3     | 1     | 2     | 3    | 4    | 0.750 | 114    | 125    | 0.912  |
| 4   | BUL Angelova – Mishonova       | 3   | 3     | 0     | 3     | 0    | 6    | 0.000 | 76     | 126    | 0.603  |

| Data   | Hora  |                                | Placar |                               | Set 1 | Set 2 | Set 3 | Set 4 | Set 5 | Total | Relatório |
| ------ | ----- | ------------------------------ | ------ | ----------------------------- | ----- | ----- | ----- | ----- | ----- | ----- | --------- |
| 16 Jun | 12:00 | NED Van Gestel – Van der Vlist | 2–0    | BUL Angelova – Mishonova      | 21–10 | 21–8  |       |       |       | 42–18 | Súmula    |
| 16 Jun | 12:00 | GRE Karagkouni – Metheniti     | 0–2    | FIN Er. Nyström – Em. Nyström | 14–21 | 10–21 |       |       |       | 24–42 | Súmula    |
| 16 Jun | 19:00 | NED Van Gestel – Van der Vlist | 2–0    | FIN Er. Nyström – Em. Nyström | 21–15 | 21–11 |       |       |       | 42–26 | Súmula    |
| 16 Jun | 19:00 | GRE Karagkouni – Metheniti     | 2–0    | BUL Angelova – Mishonova      | 21–11 | 21–17 |       |       |       | 42–28 | Súmula    |
| 17 Jun | 19:00 | NED Van Gestel – Van der Vlist | 2–1    | GRE Karagkouni – Metheniti    | 21–14 | 19–21 | 15–13 |       |       | 55–48 | Súmula    |
| 17 Jun | 19:00 | FIN Er. Nyström – Em. Nyström  | 2–0    | BUL Angelova – Mishonova      | 21–12 | 21–18 |       |       |       | 42–30 | Súmula    |

### Grupo E
|     |                                |     | Jogos | Jogos | Jogos | Sets | Sets | Sets  | Pontos | Pontos | Pontos |
| Pos | Equipe                         | Pts | T     | V     | D     | V    | P    | R     | V      | P      | R      |
| --- | ------------------------------ | --- | ----- | ----- | ----- | ---- | ---- | ----- | ------ | ------ | ------ |
| 1   | FIN Lehtonen – Lahti           | 5   | 3     | 2     | 1     | 4    | 2    | 2.000 | 123    | 90     | 1.367  |
| 2   | ITA Gioria – Momoli            | 5   | 3     | 2     | 1     | 4    | 3    | 1.333 | 142    | 140    | 1.014  |
| 3   | ESP Ribera – Fernández         | 5   | 3     | 2     | 1     | 4    | 2    | 2.000 | 109    | 110    | 0.991  |
| 4   | BLR Shalayeuskaya – Siakretava | 5   | 3     | 0     | 3     | 1    | 6    | 0.167 | 112    | 146    | 0.767  |

| Data   | Hora  |                        | Placar |                                | Set 1 | Set 2 | Set 3 | Set 4 | Set 5 | Total | Relatório |
| ------ | ----- | ---------------------- | ------ | ------------------------------ | ----- | ----- | ----- | ----- | ----- | ----- | --------- |
| 16 Jun | 11:00 | ITA Gioria – Momoli    | 2–1    | BLR Shalayeuskaya – Siakretava | 19–21 | 28–26 | 15–11 |       |       | 62–58 | Súmula    |
| 16 Jun | 11:00 | FIN Lehtonen – Lahti   | 2–0    | ESP Ribera – Fernández         | 21–15 | 21–9  |       |       |       | 42–24 | Súmula    |
| 16 Jun | 18:00 | ITA Gioria – Momoli    | 0–2    | ESP Ribera – Fernández         | 17–21 | 20–22 |       |       |       | 37–43 | Súmula    |
| 16 Jun | 18:00 | FIN Lehtonen – Lahti   | 2–0    | BLR Shalayeuskaya – Siakretava | 21–11 | 21–12 |       |       |       | 42–23 | Súmula    |
| 17 Jun | 18:00 | ITA Gioria – Momoli    | 2–0    | FIN Lehtonen – Lahti           | 22–20 | 21–19 |       |       |       | 43–39 | Súmula    |
| 17 Jun | 18:00 | ESP Ribera – Fernández | 2–0    | BLR Shalayeuskaya – Siakretava | 21–12 | 21–19 |       |       |       | 42–31 | Súmula    |

### Grupo F
|     |                          |     | Jogos | Jogos | Jogos | Sets | Sets | Sets  | Pontos | Pontos | Pontos |
| Pos | Equipe                   | Pts | T     | V     | D     | V    | P    | R     | V      | P      | R      |
| --- | ------------------------ | --- | ----- | ----- | ----- | ---- | ---- | ----- | ------ | ------ | ------ |
| 1   | SUI Eiholzer – Betschart | 6   | 3     | 3     | 0     | 6    | 1    | 6.000 | 140    | 128    | 1.094  |
| 2   | NED Braakman – Sinnema   | 5   | 3     | 2     | 1     | 4    | 3    | 1.333 | 137    | 119    | 1.151  |
| 3   | RUS Abalakina – Dabizha  | 4   | 3     | 1     | 2     | 4    | 4    | 1.000 | 143    | 131    | 1.092  |
| 4   | DEN Trans – Søndergård   | 3   | 3     | 0     | 3     | 0    | 6    | 0.000 | 84     | 126    | 0.667  |

| Data   | Hora  |                          | Placar |                         | Set 1 | Set 2 | Set 3 | Set 4 | Set 5 | Total | Relatório |
| ------ | ----- | ------------------------ | ------ | ----------------------- | ----- | ----- | ----- | ----- | ----- | ----- | --------- |
| 16 Jun | 11:00 | SUI Eiholzer – Betschart | 2–1    | DEN Trans – Søndergård  | 21–18 | 21–17 |       |       |       | 42–35 | Súmula    |
| 16 Jun | 11:00 | RUS Abalakina – Dabizha  | 1–2    | NED Braakman – Sinnema  | 21–18 | 15–21 | 13–15 |       |       | 49–54 | Súmula    |
| 16 Jun | 18:00 | SUI Eiholzer – Betschart | 2–0    | NED Braakman – Sinnema  | 21–19 | 24–22 |       |       |       | 45–41 | Súmula    |
| 16 Jun | 18:00 | RUS Abalakina – Dabizha  | 2–0    | DEN Trans – Søndergård  | 21–13 | 21–11 |       |       |       | 42–24 | Súmula    |
| 17 Jun | 18:00 | SUI Eiholzer – Betschart | 2–1    | RUS Abalakina – Dabizha | 17–21 | 21–19 | 15–12 |       |       | 53–52 | Súmula    |
| 17 Jun | 18:00 | NED Braakman – Sinnema   | 2–0    | DEN Trans – Søndergård  | 21–13 | 21–12 |       |       |       | 42–25 | Súmula    |

### Grupo G
|     |                             |     | Jogos | Jogos | Jogos | Sets | Sets | Sets  | Pontos | Pontos | Pontos |
| Pos | Equipe                      | Pts | T     | V     | D     | V    | P    | R     | V      | P      | R      |
| --- | --------------------------- | --- | ----- | ----- | ----- | ---- | ---- | ----- | ------ | ------ | ------ |
| 1   | FRA Longuet – Adelin        | 6   | 3     | 3     | 0     | 6    | 1    | 6.000 | 141    | 117    | 1.205  |
| 2   | RUS Prokopeva – Syrtseva    | 5   | 3     | 2     | 1     | 4    | 2    | 2.000 | 111    | 105    | 1.057  |
| 3   | POL Gruszczyńska – Baran    | 4   | 3     | 1     | 2     | 2    | 5    | 0.400 | 126    | 134    | 0.940  |
| 4   | UKR Ir. Makhno – In. Makhno | 0   | 0     | 0     | 0     | 0    | 0    | –     | 0      | 0      | –      |

| Data   | Hora  |                          | Placar |                             | Set 1 | Set 2 | Set 3 | Set 4 | Set 5 | Total | Relatório |
| ------ | ----- | ------------------------ | ------ | --------------------------- | ----- | ----- | ----- | ----- | ----- | ----- | --------- |
| 16 Jun | 13:00 | POL Gruszczyńska – Baran | 2–1    | UKR Ir. Makhno – In. Makhno | 21–16 | 17–21 | 15–13 |       |       | 53–50 | Súmula    |
| 16 Jun | 13:00 | RUS Prokopeva – Syrtseva | 0–2    | FRA Longuet – Adelin        | 13–21 | 14–21 |       |       |       | 27–42 | Súmula    |
| 16 Jun | 19:00 | POL Gruszczyńska – Baran | 0–2    | FRA Longuet – Adelin        | 19–21 | 18–21 |       |       |       | 37–42 | Súmula    |
| 16 Jun | 19:00 | RUS Prokopeva – Syrtseva | 2–0    | UKR Ir. Makhno – In. Makhno | 21–13 | 21–14 |       |       |       | 42–27 | Súmula    |
| 17 Jun | 20:00 | POL Gruszczyńska – Baran | 0–2    | RUS Prokopeva – Syrtseva    | 19–21 | 17–21 |       |       |       | 36–42 | Súmula    |
| 17 Jun | 20:00 | FRA Longuet – Adelin     | 2–1    | UKR Ir. Makhno – In. Makhno | 18–21 | 24–22 | 15–10 |       |       | 57–53 | Súmula    |

### Grupo H
|     |                         |     | Jogos | Jogos | Jogos | Sets | Sets | Sets  | Pontos | Pontos | Pontos |
| Pos | Equipe                  | Pts | T     | V     | D     | V    | P    | R     | V      | P      | R      |
| --- | ----------------------- | --- | ----- | ----- | ----- | ---- | ---- | ----- | ------ | ------ | ------ |
| 1   | CZE Řeháčková – Gálová  | 5   | 3     | 2     | 1     | 4    | 3    | 1.333 | 129    | 123    | 1.049  |
| 2   | AZE Ferreira – Karimova | 5   | 3     | 2     | 1     | 5    | 2    | 2.500 | 134    | 124    | 1.081  |
| 3   | UKR Udovenko – Sulima   | 5   | 3     | 2     | 1     | 2    | 5    | 0.400 | 120    | 137    | 0.876  |
| 4   | POL Kociołek – Strąg    | 4   | 3     | 1     | 2     | 3    | 4    | 0.750 | 131    | 130    | 1.008  |

| Data   | Hora  |                         | Placar |                        | Set 1 | Set 2 | Set 3 | Set 4 | Set 5 | Total | Relatório |
| ------ | ----- | ----------------------- | ------ | ---------------------- | ----- | ----- | ----- | ----- | ----- | ----- | --------- |
| 16 Jun | 12:00 | AZE Ferreira – Karimova | 2–0    | POL Kociołek – Strąg   | 21–18 | 21–18 |       |       |       | 42–36 | Súmula    |
| 16 Jun | 12:00 | CZE Řeháčková – Gálová  | 2–0    | UKR Udovenko – Sulima  | 21–12 | 21–19 |       |       |       | 42–31 | Súmula    |
| 16 Jun | 20:00 | CZE Řeháčková – Gálová  | 0–2    | POL Kociołek – Strąg   | 15–21 | 17–21 |       |       |       | 32–42 | Súmula    |
| 16 Jun | 21:00 | AZE Ferreira – Karimova | 2–0    | UKR Udovenko – Sulima  | 21–17 | 21–16 |       |       |       | 42–33 | Súmula    |
| 17 Jun | 21:00 | AZE Ferreira – Karimova | 1–2    | CZE Řeháčková – Gálová | 21–17 | 21–23 | 8–15  |       |       | 50–55 | Súmula    |
| 17 Jun | 21:00 | UKR Udovenko – Sulima   | 2–1    | POL Kociołek – Strąg   | 21–18 | 19–21 | 16–14 |       |       | 56–53 | Súmula    |

## Fase final
Horário de verão do Azerbaijão (UTC+5).
Os resultados da fase final foram os seguintes.

### Segunda fase
| Data   | Hora  |                                   | Placar |                              | Set 1 | Set 2 | Set 3 | Set 4 | Set 5 | Total | Relatório |
| ------ | ----- | --------------------------------- | ------ | ---------------------------- | ----- | ----- | ----- | ----- | ----- | ----- | --------- |
| 18 Jun | 13:00 | ITA Gioria – Momoli               | 0–2    | POL Gruszczyńska – Baran     | 19–21 | 17–21 |       |       |       | 36–42 | Súmula    |
| 18 Jun | 13:00 | BLR Babenka – Mileuskaya          | 1–2    | ESP Ribera – Fernández       | 21–18 | 16–21 | 13–15 |       |       | 50–54 | Súmula    |
| 18 Jun | 13:00 | RUS Prokopeva – Syrtseva          | 2–0    | NOR Kongshavn – Kjølberg     | 21–10 | 21–18 |       |       |       | 42–28 | Súmula    |
| 18 Jun | 13:00 | AUT Schützenhöfer – Plesiutschnig | 2–0    | RUS Abalakina – Dabizha      | 21–13 | 21–14 |       |       |       | 42–27 | Súmula    |
| 18 Jun | 12:00 | AZE Ferreira – Karimova           | 0–2    | CZE Žolnerčíková – Jakubšová | 21–23 | 19–21 |       |       |       | 40–44 | Súmula    |
| 18 Jun | 12:00 | LAT Ozoliņa – Graudiņa            | 2–0    | UKR Udovenko – Sulima        | 21–16 | 21–16 |       |       |       | 42–32 | Súmula    |
| 18 Jun | 12:00 | NED Braakman – Sinnema            | 2–0    | GRE Karagkouni – Metheniti   | 21–15 | 21–17 |       |       |       | 42–32 | Súmula    |
| 18 Jun | 12:00 | FIN Er. Nyström – Em. Nyström     | 0–2    | AZE Cunha – Liubymova        | 19–21 | 13–21 |       |       |       | 32–42 | Súmula    |

### Oitavas de final
| Data   | Hora  |                                | Placar |                                   | Set 1 | Set 2 | Set 3 | Set 4 | Set 5 | Total | Relatório |
| ------ | ----- | ------------------------------ | ------ | --------------------------------- | ----- | ----- | ----- | ----- | ----- | ----- | --------- |
| 18 Jun | 20:00 | LTU Dumbauskaitė – Povilaitytė | 2–1    | POL Gruszczyńska – Baran          | 21–16 | 15–21 | 17–15 |       |       | 53–52 | Súmula    |
| 18 Jun | 20:00 | CZE Řeháčková – Gálová         | 2–1    | ESP Ribera – Fernández            | 16–21 | 22–20 | 15–13 |       |       | 53–54 | Súmula    |
| 18 Jun | 20:00 | FIN Lehtonen – Lahti           | 0–2    | RUS Prokopeva – Syrtseva          | 18–21 | 17–21 |       |       |       | 35–42 | Súmula    |
| 18 Jun | 19:00 | NED Van Gestel – Van der Vlist | 1–2    | AUT Schützenhöfer – Plesiutschnig | 18–21 | 22–20 | 13–15 |       |       | 53–56 | Súmula    |
| 18 Jun | 22:00 | ESP Soria – Lobato             | 2–1    | CZE Žolnerčíková – Jakubšová      | 21–16 | 20–22 | 15–11 |       |       | 56–49 | Súmula    |
| 18 Jun | 19:00 | SUI Eiholzer – Betschart       | 2–1    | LAT Ozoliņa – Graudiņa            | 21–17 | 16–21 | 15–11 |       |       | 52–49 | Súmula    |
| 18 Jun | 19:00 | FRA Longuet – Adelin           | 0–2    | NED Braakman – Sinnema            | 20–22 | 19–21 |       |       |       | 39–43 | Súmula    |
| 18 Jun | 21:00 | ITA Giombini – Toti            | 2–1    | AZE Cunha – Liubymova             | 17–21 | 21–17 | 15–11 |       |       | 53–49 | Súmula    |

### Quartas de final
| Data   | Hora  |                                | Placar |                                   | Set 1 | Set 2 | Set 3 | Set 4 | Set 5 | Total | Relatório |
| ------ | ----- | ------------------------------ | ------ | --------------------------------- | ----- | ----- | ----- | ----- | ----- | ----- | --------- |
| 19 Jun | 17:00 | LTU Dumbauskaitė – Povilaitytė | 2–0    | CZE Řeháčková – Gálová            | 21–17 | 21–14 |       |       |       | 42–31 | Súmula    |
| 19 Jun | 17:00 | RUS Prokopeva – Syrtseva       | 1–2    | AUT Schützenhöfer – Plesiutschnig | 21–16 | 13–21 | 12–15 |       |       | 46–52 | Súmula    |
| 19 Jun | 18:00 | ESP Soria – Lobato             | 0–2    | SUI Eiholzer – Betschart          | 14–21 | 13–21 |       |       |       | 27–42 | Súmula    |
| 19 Jun | 18:00 | NED Braakman – Sinnema         | 1–2    | ITA Giombini – Toti               | 19–21 | 21–14 | 16–18 |       |       | 56–53 | Súmula    |

### Semifinal
| Data   | Hora  |                                | Placar |                                   | Set 1 | Set 2 | Set 3 | Set 4 | Set 5 | Total | Relatório |
| ------ | ----- | ------------------------------ | ------ | --------------------------------- | ----- | ----- | ----- | ----- | ----- | ----- | --------- |
| 20 Jun | 12:00 | LTU Dumbauskaitė – Povilaitytė | 0–2    | AUT Schützenhöfer – Plesiutschnig | 18–21 | 18–21 |       |       |       | 36–42 | Súmula    |
| 20 Jun | 13:00 | SUI Eiholzer – Betschart       | 2–0    | ITA Giombini – Toti               | 21–11 | 22–20 |       |       |       | 43–31 | Súmula    |

### Disputa pelo bronze
| Data   | Hora  |                                | Placar |                     | Set 1 | Set 2 | Set 3 | Set 4 | Set 5 | Total | Relatório |
| ------ | ----- | ------------------------------ | ------ | ------------------- | ----- | ----- | ----- | ----- | ----- | ----- | --------- |
| 20 Jun | 21:00 | LTU Dumbauskaitė – Povilaitytė | 2–0    | ITA Giombini – Toti | 21–19 | 21–19 |       |       |       | 42–38 | Súmula    |

### Final
| Data   | Hora  |                                   | Placar |                          | Set 1 | Set 2 | Set 3 | Set 4 | Set 5 | Total | Relatório |
| ------ | ----- | --------------------------------- | ------ | ------------------------ | ----- | ----- | ----- | ----- | ----- | ----- | --------- |
| 20 Jun | 22:00 | AUT Schützenhöfer – Plesiutschnig | 1–2    | SUI Eiholzer – Betschart | 16–21 | 21–14 | 13–15 |       |       | 50–50 | Súmula    |